# 쓰루히메 (도쿠가와 쓰나요시의 장녀)
쓰루히메(일본어: 鶴姫, 1677년 4월 8일 - 1704년 5월 15일)는 일본 에도 시대의 인물로, 5대 쇼군 도쿠가와 쓰나요시의 장녀이다. 어머니는 고타니 마사모토(小谷正元)의 딸인 스이슌인(瑞春院)이다.
1681년 기슈번의 후계자인 도쿠가와 쓰나노리(徳川綱教)와 약혼한 뒤 1685년 혼인하였다. 쓰나요시의 후계자이자 쓰루히메의 친동생인 도쿠마쓰(徳松)가 5세의 나이로 사망한 이후였으므로 쓰나요시의 유일한 사위였던 쓰나노리는 가장 유력한 차기 쇼군 후보가 되었다. 그러나 쓰루히메는 27세의 나이에 후사 없이 천연두로 사망하였고, 이후 쓰나노리 또한 요절하였다. 묘소는 도쿄 미나토구의 조조지(増上寺)에 있다.

## 학자 법도
딸 쓰루히메를 몹시 사랑하였던 쓰나요시는 1688년 이른바 『학자 법도(鶴字法度)』라는 법령을 만들어 공표하였다. 학자 법도란 쓰루히메(鶴姫)의 이름 중 한 글자인 『학(鶴)』이라는 글자나 학 문양을 서민들이 쓰는 것을 금지하는 법령이다. 이러한 이유로 소설가 이하라 사이카쿠(井原西鶴)는 결국 필명을 이하라 사이호우(井原西鵬)로 바꾸어야만 했으며, 교토의 유명 과자점이었던 쓰루야(鶴屋)는 옥호를 비슷한 음으로 바꾼 쓰루가야(駿河屋)가 되었다. 또한 가부키 에도 3좌 중에서도 가장 오래된 나카무라좌(中村座)의 학 문양인 마루니 마이즈루(丸に舞鶴) 또한 스미키리 잇쵸(角切銀杏) 문양으로 바꾸어야만 하였다.